# George Bovet

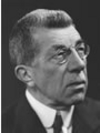
George Bovet

George Bovet (* 27. November 1874 in Neuchâtel; † 20. Mai 1946 in Lausanne; heimatberechtigt in Fleurier) war ein Schweizer Jurist und Journalist. Er war Mitglied der FDP und von 1934 bis 1943 Bundeskanzler.

## Biografie
Der Sohn von Henri Alphonse Bovet, Staatsschreiber des Kantons Neuenburg, absolvierte das Gymnasium in Genf. Anschliessend studierte er Sprachwissenschaft in Berlin und Rechtswissenschaft in Bern. Ab 1896 war er über drei Jahrzehnte lang journalistisch tätig. Er war zunächst Redaktor der Zeitung National Suisse in La Chaux-de-Fonds, danach berichtete er von 1898 bis 1927 für die Lausanner Revue, den Pariser Le Temps und die Frankfurter Zeitung über das nationale politische Geschehen.
Parallel zu seiner Tätigkeit als Korrespondent trat Bovet 1910 in die Bundesverwaltung ein. Zu Beginn war er als Übersetzer in der Bundeskanzlei tätig, ab 1911 leitete er das Sekretariat des Nationalrates. 1927 wählte ihn der Bundesrat zum Vizekanzler. Nach dem Rücktritt von Bundeskanzler Robert Käslin 1934 erhob die Katholisch-Konservative Volkspartei Anspruch auf dieses Amt, was ihr die FDP auch gewährte. Als jedoch bei der Bundesratswahl eine grosse Minderheit der katholisch-konservativen Fraktion gegen Bundesrat Heinrich Häberlin stimmte, schlug die FDP ihr Parteimitglied Bovet als Kandidaten vor, der sich mit Unterstützung der SP gegen Oskar Leimgruber durchsetzen konnte.
Bovet war nach Jean-Marc Mousson der zweite französischsprachige Bundeskanzler und der erste des Bundesstaates. Er verzichtete auf einen zweiten französischsprachigen Vizekanzler und übernahm selbst die Verantwortung für Publikationen in dieser Sprache. 1943 trat er zurück; auf ihn folgte der neun Jahre zuvor unterlegene Leimgruber.